# Kosmos 110
Kosmos 110 ist die Tarnbezeichnung für einen unbemannten Flug des sowjetischen Raumschiffs Woschod, die im Februar 1966 Tests zur Vorbereitung des Fluges von Woschod 3 in der Erdumlaufbahn durchführte. Es war in der Sowjetunion üblich, nur erfolgreichen Missionen einen offiziellen Namen zu geben. Fehlgeschlagene Flüge wurden meistens gar nicht und Testflüge lediglich unter der allgemeinen Tarnbezeichnung Kosmos bekannt gegeben.

## Der Flug
Der Start erfolgte am 22. Februar 1966 um  20:09  Uhr UT vom sowjetischen Weltraumbahnhof Baikonur an Bord einer Woschod-Rakete.  Im Raumschiff befanden sich die beiden Hunde Weterok und Ugoljok. Der Flug diente der Vorbereitung des Fluges von Woschod 3, der jedoch abgesetzt wurde. Die Woschod-Rückkehrkapsel landete am 16. März 1966 sicher auf der Erde.